# Triclistus melanocephalus
Triclistus melanocephalus är en stekelart som först beskrevs av Cameron 1886.  Triclistus melanocephalus ingår i släktet Triclistus och familjen brokparasitsteklar. Inga underarter finns listade i Catalogue of Life.